# 헤르몬산
헤르몬산(아랍어:  جبل حرمون , جبل الشيخ, 히브리어: הר חרמון)은 안티레바논산맥의 산으로 레바논과 시리아의 국경에 위치한다. 시리아 최고봉이다.

## 같이 보기
- 최고 고도순 나라 목록